# Anne Sinclair
Anne Sinclair, nombre de nacimiento: Anne-Élise Schwartz (15 de julio de 1948) en Nueva York, Estados Unidos, es una periodista francesa. Estuvo casada con Dominique Strauss-Kahn. Durante más de 13 años presentó un programa de actualidad en la TF1, hasta que su esposo fue nombrado ministro francés de economía, momento en que Sinclair decidió dejar el programa para evitar un posible conflicto de intereses. Durante la campaña electoral para la presidencia de los EE. UU. fue la corresponsal de Le Journal du Dimanche y Canal+.
Sinclair es ganadora de tres Sept d'Or, el equivalente francés de los Emmy Awards.

## Biografía

### Vida privada
Anne-Élise Schwartz (su nombre de soltera) es la hija de Joseph-Robert Schwartz (ahora Sinclair) en 1949), ejecutivo y Caballero de la Orden de la Legión de Honor, y Micheline Nanette Rosenberg (representada en una pintura de Picasso) y nieta del gran marchante de arte, París y Nueva York, Paul Rosenberg, del cual es una de los herederas (que tiene una parte de su colección de pinturas de por valor de varios millones de euros).
Divorciada del periodista Ivan Levaï, se casó en París (xvie Distrito) el 24 de noviembre de 1991, con el político Dominique Strauss-Kahn.

### Carrera
Licenciada en Derecho, diplomada del Instituto de Estudios Políticos de París (Cadena y Política Social, 1972), comenzó su carrera como periodista Europe 1 en 1973. 
En 1983, fue contratada por TF1 para presentar el programa Édition spéciale. Pero es con Sept sur sept, de 1984 a 1997 (alternando el tercer año con Jean Lanzi), y Questions à domicile se convirtió en una estrella de la pequeña pantalla. Obtuvo con Sept sur sept dos premios Sept d'or, uno en 1985 y el otro en 1990.
Después de la privatización de TF1, fue nombrada Directora Adjunta de Información en TF1, además de la animadora de sus emisiones, siendo entonces directora general de la empresa TF1.
En 1997, tras el nombramiento de su marido en el Ministerio de Economía, Finanzas e Industria, decidió dejar de presentar emisiones políticas y se convirtió en CEO de e-TF1, la rama de Internet del grupo, siendo entonces vicepresidenta.
Dejó el grupo TF1 en 2001, debido a desacuerdos con Patrick Le Lay, consejero delegado de la cadena. Se unió al grupo Netgem y RTL en 2002 y contribuyó con la revista Paris Match .
Presentó,a partir de 2003 en 2007 en la emisora France Inter Curso gratuito, donde los estudiantes se reunían con profesionales de la emisión.
Participó en 2008 para mostrar el resultado de Le Grand Journal en Canal +, como corresponsal en Estados Unidos para la elección presidencial alternando con Laurence Haïm.

#### Televisión
Entre 1984 y 1997 fue la anfitriona de 7/7, un semanario de prensa el domingo por la noche y el espectáculo político de TF1 que tenía una de las mayores audiencias en Francia. Se convirtió en una de las más conocidas periodistas francesas, llevando a cabo más de medio millar de entrevistas a lo largo del programa durante trece años. El programa de Anne Sinclair, ha sido a menudo comparado con Larry King Live o  Charlie Rose .
Todos los domingos a las 7 PM Anne Sinclair organizaba una entrevista de una hora con una personalidad líder francesa o internacional. Entrevistó a los presidentes franceses Francois Mitterrand y Nicolas Sarkozy además de los Presidentes Bill Clinton, Mijaíl Gorbachov, Shimon Peres, Felipe González, los Cancilleres alemanes Kohl y Gerhard Schröder, Hillary Clinton, el Secretario de Naciones Unidas en New York durante la primera guerra del Golfo, y el príncipe Carlos.
Aunque su foco primario estaba en la política también entrevisto a celebridades como Madonna, Sharon Stone, Paul McCartney, Woody Allen, y George Soros. Condujo entrevistas a figuras culturales francesas como Johnny Hallyday, Alain Delon, Yves Montand, Simone Signoret, Bernard-Henri Lévy, y Elie Wiesel.
Sinclair ganó 3 Sept d'Or, el equivalente francés de los Emmy Awards.

#### Después del Programa 7/7
En 1997 decidió abandonar el programa para evitar conflictos de interés cuando su marido Dominique Strauss-Kahn fue nombrado ministro de Finanzas de Francia. Luego creó una empresa filial de Internet para su antiguo empresario TF1 y la manejó durante cuatro años antes de volver al periodismo. En 2003 se puso en marcha un programa de radio cultural llamado Libre Cours (Free Rein) en France Inter, equivalente francesa de NPR.
Escribió bestsellers en política: Deux ou trois choses que je sais d'eux (Grasset, 1997) y Caméra Subjective (Grasset, 2003).
En octubre de 2008 lanza su blog llamado Two or three things from America que comenta diariamente acerca de noticias políticas en EE. UU. e internacionales. Se ha convirtió en uno de los doce mejores blogs políticos franceses. Ella también está trabajando en su último libro sobre la vida política de EE. UU.

## Obra
- Une année particulière (1982)
- Deux ou trois choses que je sais d'eux (1997)
- Caméra subjective (2002)

## Mujer de fortuna
Anne Sinclair es heredera de una de las principales galerías de la primera parte del siglo XX, Paul Rosenberg.
Entre las operaciones conocidas, esta "Mujer en rojo y verde" de Fernand Léger, el 4 de noviembre de 2003 en la que recibió 22,4 millones de dólares, "Nenúfares" de Claude Monet que se vendió por más de $ 20 millones, por otro recibió € 14,200,000, "La odalisca, armonía azul" de Henri Matisse alcanzó el 6 de noviembre de 2010 $ 33.6 millones. La colección también incluye 160 obras en la misma categoría almacenadas en un banco en Libourne.
También propietaria de un Riad de lujo en la medina de Marrakech, y un apartamento de más de 200 m² en la Place des Vosges en París

## Arresto de su marido en Nueva York
El 14 de mayo de 2011 Dominique Strauss-Kahn fue detenido en el aeropuerto JFK de Nueva York, acusado de agresión sexual a una empleada del Sofitel New York Hotel de Manhattan. Permaneció detenido en la comisaría del Departamento de Policía de Nueva York en Harlem, donde fue acusado de «asalto sexual, intento de violación y secuestro». Sus abogados, Benjamin Brafman y William Taylor, anunciaron que «se declarará no culpable», pues dicen tener una coartada sólida, según la cual Strauss-Kahn se encontraba almorzando con su hija en el momento del presunto ataque.
Según fuentes policiales, la denunciante, una empleada doméstica del hotel donde se alojó, habría «sido asaltada por el director del FMI al salir desnudo en la ducha». A continuación, «abandonó volando el Hotel Sofitel donde se hospedaba, dejando su teléfono móvil y efectos personales».
Un sondeo realizado en Francia, reveló que un 57% de los galos consideraba en mayo de 2011 que Dominique Strauss-Kahn fue víctima de un complot, un tercio de los consultados dijo que no, mientras que otro 11% no tuvo opinión al respecto.
El 16 de mayo Strauss-Kahn compareció ante la juez del caso, quien negó la solicitud de libertad bajo fianza de dos millones de dólares que presentaron sus abogados defensores y ordenó su traslado a la célebre prisión neoyorquina de Rikers Island, al menos hasta la próxima audiencia fijada para el 20 de mayo. En la audiencia, la fiscalía alegó que la presunta agresión sexual ocurrió una hora antes de que almorzara con su hija, por lo que echó por tierra la coartada de Strauss-Kahn. Si fuera encontrado culpable de los siete cargos presentados en su contra, Strauss-Kahn podría ser sentenciado hasta un máximo de setenta y cuatro años de cárcel.
A últimas horas del 18 de mayo de 2011 presentó renuncia a su cargo en el FMI.
Trascendieron más detalles sobre la víctima en el caso de violación en el que se encuentra implicado Dominique Strauss-Kahn. La mujer fue descrita como una musulmana de 32 años originaria de Guinea, país de África occidental, que solicitó asilo en Estados Unidos. Su abogado es Jeffrey Shapiro.